# 1900 في المملكة المتحدة
فيما يلي قوائم الأحداث التي وقعت خلال عام 1900 في المملكة المتحدة.

## سياسة

### تعيين في المنصب
- 12 نوفمبر – روبرت سيسل اللورد أمين الختم الكنيف [الإنجليزية]‏.

### انتهاء فترة المنصب
- 12 نوفمبر – روبرت سيسل وزير الدولة للشؤون الخارجية وشؤون الكومنولث [الإنجليزية]‏.

## رياضة
- 1 يناير – بطولة ويمبلدون 1900

## ظهور
- 1 يناير – ثلاثة رجال على البوميل رواية من تأليف جيروم ك.جيروم.

## مواليد

### يناير
- 1 يناير – جايمس ويست
- 1 يناير – هوراس وليامز لاعب كرة قدم ويلزي.
- 1 يناير – والتر كريكمان
- 26 يناير – أندي أولد لاعب كرة قدم أمريكي.[1]

### فبراير
- 1 فبراير – جورج ديفيز لاعب كرة قدم من المملكة المتحدة.
- 13 فبراير – هارولد روي فور اقتصادي من المملكة المتحدة.[2]

### مارس
- 3 مارس – إدنا بيست ممثلة بريطانية.[3]
- 29 مارس – تشارلز سذرلاند إلتون[4]
- 31 مارس – هنري دوق جلوستر[5]

### مايو
- 10 مايو – سيسيليا باين عالمة فلك أمريكية.[6]
- 23 مايو – تشارلز إدوارد هوبارد
- 26 مايو – جون بلاك

### يونيو
- 25 يونيو – لويس مونتباتن[7]

### أغسطس
- 4 أغسطس – إليزابيث باوز ليون[8]
- 19 أغسطس – تومي جونسون لاعب كرة قدم إنجليزي.

### سبتمبر
- 9 سبتمبر – جيمس هيلتون كاتب بريطاني.[9]

### أكتوبر
- 6 أكتوبر – ايثيل مانين كاتبة إنجليزية.

### ديسمبر
- 9 ديسمبر – جوزيف نيدام[10]
- 17 ديسمبر – ماري كارترايت رياضياتية من المملكة المتحدة.[11]

## وفيات

### يناير
- 1 يناير – توماس برستون (مواليد 1860) فيزيائي أيرلندي.[12]
- 22 يناير – ديفيد إدوارد هيوز (مواليد 1831)[13]

### فبراير
- 2 فبراير – جيمس جونسون (مواليد 1820)

### أبريل
- 23 أبريل – إدوارد أكسفورد (مواليد 1822)

### يونيو
- 3 يونيو – ماري كينغسلي (مواليد 1862) كاتبة إنجليزية.[14]

### يوليو
- 30 يوليو – ألفريد دوق ساكس كوبورغ وغوتا (مواليد 1844) طوابعي من المملكة المتحدة.[15]

### أغسطس
- 15 أغسطس – جون أندرسون (مواليد 1833)[16]

### نوفمبر
- 22 نوفمبر – آرثر سوليفان (مواليد 1842) ملحن من المملكة المتحدة.[17]

### ديسمبر
- 27 ديسمبر – وليام آرمسترونغ (مواليد 1810)[18]